# Reidar Ødegaard
Reidar Ødegaard, född den 24 november 1901 i Lillehammer - död den 11 april 1972 i Lillehammer, var en norsk längdåkare som tävlade under 1920-talet.
Ødegaard kom trea på 18 kilometer i längdåkning i OS i St Moritz 1928. Han deltog även i uppvisningssporten militärpatrull under samma OS.